# Anton Ludwig August von Mackensen
Anton Ludwig August von Mackensen (n. 6 decembrie 1849, Trossin, Saxonia, Germania – d. 8 noiembrie 1945, Habighorst, Zona de ocupație britanică a Germaniei⁠(d), Germania) a fost un militar și feldmareșal german. A comandat cu succes armatele germane din Bulgaria în timpul Primului Război Mondial, devenind una dintre cele mai proeminente personalități militare ale Imperiului German.